# Oktiabrskij (Buriacja)
Oktiabrskij (ros. Октябрьский) – osiedle w Rosji, w Buriacji, w rejonie kiachtyńskim. W 2010 liczyło 345 mieszkańców.